# サン＝トゥーアン＝ル＝ウ
サン＝トゥーアン＝ル＝ウ（仏: Saint-Ouen-le-Houx）は、フランスのノルマンディー地域圏、カルヴァドス県のかつてのコミューン。2016年1月1日、周辺のコミューンと合併し、コミューン・ヌーヴェル（fr）であるリヴァロ＝ペイ＝ドージュ（fr）となった。

## 地理
県都カーンから南東へ45kmほどいった県南東部の丘陵地帯にある。ムーラン川やプティット・ヴァレ川が源を発し、南西へ流れラ・ブレヴィエールでヴィ川と合流する。集落はなく、田園地帯に家屋が散在する散居村である。北でサント＝マルグリット＝デ＝ロッジュと、北東でベルーと、南東でリゾルと、南でサント＝フォア＝ド＝モンゴムリーと、南西でラ・ブレヴィエールと、西でウルトヴァンと、北西でル・メニル＝バクリーやリヴァロとそれぞれ接する。

## 行政
- 首長 - ダニエル・シカ（Daniel Sicat、無所属、1998年から） 農夫

## 人口の推移
| 1962年 | 1968年 | 1975年 | 1982年 | 1990年 | 1999年 | 2007年 |
| ------ | ------ | ------ | ------ | ------ | ------ | ------ |
| 120    | 102    | 73     | 70     | 73     | 70     | 77     |